# George Couyas
George Couyas (ur. 25 lipca 1980 w Melbourne, w stanie Wiktoria) – australijski aktor telewizyjny.
Swoją karierę ekranową rozpoczął w 2005 roku; najpierw pojawił się jako doktor Nikos w jednym z odcinków miniserialu Objawienia (Revelations) z Billem Pullmanem, potem wcielił się w postać Waltera w telewizyjnej adaptacji uwspółcześnionej komedii Williama Szekspira Wiele hałasu o nic (Much Ado About Nothing), a następnie zagrał postać tureckiego przyjaciela w telewizyjnej komedii Moja rodzina i inne zwierzęta (My Family and Other Animals).